# Denholm (Schottland)
Denholm ist eine Ortschaft in der schottischen Council Area Scottish Borders beziehungsweise in der traditionellen Grafschaft Roxburghshire. Sie liegt jeweils rund acht Kilometer nordöstlich von Hawick und westlich von Jedburgh an der Mündung des Dean Burn in den Teviot.

## Geschichte
Im Zuge des Rough Wooing wurde Denholm in den 1540er Jahren weitgehend zerstört. Über Jahrhunderte befanden sich textilverarbeitende Betriebe in Denholm. Neben der Landwirtschaft bot auch ein nahegelegener Steinbruch Arbeitsplätze. Zu den ältesten erhaltenen Gebäuden Denholms zählt die aus dem 17. Jahrhundert stammende Westgate Hall. 1775 wurde der Gelehrte John Leyden in Denholm geboren. Mit dem Leyden Monument erinnert ein Denkmal an den Sohn der Ortschaft.
Wurden im Jahre 1861 noch 766 Einwohner in Denholm gezählt, so sank die Einwohnerzahl in den folgenden Jahrzehnten leicht. Nachdem im Rahmen der Zensuserhebung 1981 in Denholm 538 Personen gezählt wurden, ist eine steigende Tendenz mit 653 Einwohnern im Jahre 2011 zu verzeichnen.

## Verkehr
Die A698 (Hawick–Berwick-upon-Tweed) bildet die Hauptverkehrsstraße von Denholm. Sie bindet die Ortschaft im Osten bei Ancrum an die A68 (Edinburgh–Darlington) und im westlich gelegenen Hawick an die A7 (Edinburgh–Carlisle) an. Von Norden mündet im Ortszentrum außerdem die aus Hassendean kommende B6405 ein.

## Persönlichkeiten
- James Murray (1837–1915), Lexikograf, Philologe, Begründer des Oxford English Dictionary